# Hearts of Iron (seria)
| Gra                                    | GameRankings           | Metacritic             |
| -------------------------------------- | ---------------------- | ---------------------- |
| Hearts of Iron                         | 75,39% (z 18 recenzji) | 72/100 (z 13 recenzji) |
| Hearts of Iron II                      | 83,36% (z 33 recenzji) | 83/100 (z 27 recenzji) |
| Hearts of Iron II: Doomsday            | 78,71% (z 24 recenzji) | 80/100 (z 22 recenzji) |
| Hearts of Iron III                     | 77,33% (z 15 recenzji) | 77/100 (z 23 recenzji) |
| Hearts of Iron III: Semper Fi          | 65,75% (z 4 recenzji)  | 65/100 (z 7 recenzji)  |
| Hearts of Iron III: For the Motherland | 64,67% (z 3 recenzji)  | (3 recenzje)           |
| Hearts of Iron IV                      | 80,23% (z 13 recenzji) | 83/100 (37 recenzji)   |

Hearts of Iron – seria strategicznych gier czasu rzeczywistego wyprodukowanych przez Paradox Interactive.

## SeriaHearts of Iron
- Hearts of Iron – 26 listopada 2002
- Hearts of Iron II – 4 stycznia 2005
  - Hearts of Iron II: Doomsday – 7 kwietnia 2006
  - Hearts of Iron II: Doomsday – Armageddon – 29 marca 2007
- Hearts of Iron III – 7 sierpnia 2009
  - Hearts of Iron III: Semper Fi – 6 czerwca 2010
  - Hearts of Iron III: For the Motherland – 29 czerwca 2011
  - Hearts of Iron III: Their Finest Hour – 26 września 2012
  - DLC:
    - Hearts of Iron III: US Sprite Pack – 7 sierpnia 2009
    - Hearts of Iron III: German Sprite Pack – 7 sierpnia 2009
    - Hearts of Iron III: Soviet Sprite Pack – 8 grudnia 2009
    - Hearts of Iron III: Soviet Music Pack – 8 grudnia 2009
    - Hearts of Iron III: Japanese Infantry Pack – 8 grudnia 2009
    - Hearts of Iron III: German Infantry Pack – 8 grudnia 2009
    - Hearts of Iron III: Soviet Infantry Pack – 18 lutego 2010
    - Hearts of Iron III: German II Spritepack – 27 lipca 2010
    - Hearts of Iron III: Dies Irae Götterdämmerung – 10 maja 2011
    - Hearts of Iron III: Mega German Spritepack – 23 sierpnia 2011
    - Hearts of Iron III: Dies Irae Stars & Stripes – 20 lutego 2012
    - Hearts of Iron III: US Infantry Spritepack – 31 lipca 2012
    - Hearts of Iron III: Sounds of Conflict – 12 września 2012
- Hearts of Iron IV – 6 czerwca 2016[16]
  - Hearts of Iron IV: Together for Victory – 15 grudnia 2016[17]
  - Hearts of Iron IV: Death or Dishonor – 14 czerwca 2017
  - Hearts of Iron IV: Waking the Tiger – 8 marca 2018
  - Hearts of Iron IV: Man the Guns - 25 lutego 2019
  - Hearts of Iron IV: La Résistance – 25 lutego 2020
  - Hearts of Iron IV: Battle for the Bosphorus – 15 października 2020
  - Hearts of Iron IV: No Step Back – 23 listopada 2021
  - Hearts of Iron IV: By Blood Alone – 27 września 2022
  - Hearts of Iron IV: Arms Against Tyranny – 10 października 2023
  - Hearts of Iron IV: Trial of Allegiance – 7 marca 2024[18]
  - Hearts of Iron IV: Götterdämmerung - 14 listopada 2024
  - Hearts of Iron IV: Graveyard of Empires - 4 marca 2025

Do serii zaliczają się także trzy gry niebędące produkcjami firmy Paradox Interactive: Arsenal of Democracy, Darkest Hour oraz Iron Cross, wszystkie bazujące na Hearts of Iron II.
3 października 2011 wydana została przeglądarkowa gra karciana Hearts of Iron: The Card Game.